# 1962-es úszó-Európa-bajnokság
Az 1962-es úszó-Európa-bajnokságot Lipcsében, a Német Demokratikus Köztársaságban rendezték szeptember 19. és szeptember 25. között. Az Eb-n 23 versenyszámot rendeztek. 18-at úszásban, 4-et műugrásban és egyet vízilabdában.
A férfiaknál a hátúszás versenyt 100 méter helyett 200 m-es távol rendezték meg. A programba került a 400 m-es vegyesúszás és a 4 × 100 m-es gyorsváltó. A nőknél a 400 m-es vegyesúszás volt az új versenyszám. 
Vízilabdában pontazonosság miatt két ezüstérmet osztottak ki.

## Éremtáblázat
(A táblázatban Magyarország és a rendező nemzet eltérő háttérszínnel kiemelve.)
| Helyezés | Nemzet         | Arany | Ezüst | Bronz | Összesen |
| 1.       | Hollandia      | 6     | 5     | 5     | 16       |
| 2.       | NDK            | 5     | 6     | 7     | 18       |
| 3.       | Szovjetunió    | 4     | 4     | 4     | 12       |
| 4.       | Nagy-Britannia | 2     | 4     | 2     | 8        |
| 5.       | Franciaország  | 2     | 1     | 0     | 3        |
| 6.       | Magyarország   | 2     | 0     | 2     | 4        |
| 7.       | Svédország     | 1     | 2     | 2     | 5        |
| 8.       | Ausztria       | 1     | 0     | 0     | 1        |
| 9.       | Spanyolország  | 0     | 1     | 0     | 1        |
| 10.      | Jugoszlávia    | 0     | 1     | 0     | 1        |
| Összesen | Összesen       | 23    | 24    | 22    | 69       |

## Érmesek

### Úszás

#### Férfi
| Versenyszám               | Arany                                                                                         | Arany   | Ezüst                                                                                         | Ezüst   | Bronz                                                                            | Bronz   |
| ------------------------- | --------------------------------------------------------------------------------------------- | ------- | --------------------------------------------------------------------------------------------- | ------- | -------------------------------------------------------------------------------- | ------- |
| 100 m-es gyorsúszás       | Alain Gottvallès · Franciaország                                                              | 55,0    | Per-Ola Lindberg · Svédország                                                                 | 55,5    | Ronald Kroon · Hollandia                                                         | 55,5    |
| 400 m-es gyorsúszás       | Johan Bontekoe · Hollandia                                                                    | 4:25,6  | Hans Rosendahl · Svédország                                                                   | 4:25,8  | Frank Wiegand · NDK                                                              | 4:26,8  |
| 1500 m-es gyorsúszás      | Katona József · Magyarország                                                                  | 17:49,5 | Miguel Torres · Spanyolország                                                                 | 17:55,6 | Richard Champion · Nagy-Britannia                                                | 17:59,8 |
|                           |                                                                                               |         |                                                                                               |         |                                                                                  |         |
| 200 m-es hátúszás         | Leonyid Barbier · Szovjetunió                                                                 | 2:16,6  | Wolfgang Wagner · NDK                                                                         | 2:17,9  | Csikány József · Magyarország                                                    | 2:18,5  |
|                           |                                                                                               |         |                                                                                               |         |                                                                                  |         |
| 200 m-es mellúszás        | Georgij Prokopenko · Szovjetunió                                                              | 2:32,8  | Ivan Karetnyikov · Szovjetunió                                                                | 2:33,2  | Robert van Empen · Hollandia                                                     | 2:38,1  |
|                           |                                                                                               |         |                                                                                               |         |                                                                                  |         |
| 200 m-es pillangóúszás    | Valentyin Kuzmin · Szovjetunió                                                                | 2:14,2  | Brian Jenkins · Nagy-Britannia                                                                | 2:15,6  | Wolfgang Sieber · NDK                                                            | 2:18,0  |
|                           |                                                                                               |         |                                                                                               |         |                                                                                  |         |
| 400 m-es vegyesúszás      | Gennagyij Androszov · Szovjetunió                                                             | 5:01,3  | Jan Jiskoot · Hollandia                                                                       | 5:05,5  | Jürgen Bachmann · NDK                                                            | 5:05,9  |
|                           |                                                                                               |         |                                                                                               |         |                                                                                  |         |
| 4 × 100 m-es gyorsváltó   | Franciaország · Alain Gottvallès · Jean-Pascal Curtillet · Robert Christophe · Gérard Gropaiz | 3:43,7  | Nagy-Britannia · Robert McGregor · John Martin-Dye · Peter Kendrew · Stanley Clarke           | 3:44,7  | Svédország · Bengt-Olof Nordvall · Jan Lundin · Mats Svensson · Per-Ola Lindberg | 3:45,0  |
| 4 × 200 m-es gyorsváltó   | Svédország · Hans Rosendahl · Per-Ola Lindberg · Mats Svensson · Lars-Erik Bengtsson          | 8:18,4  | Franciaország · Gérard Gropaiz · Alain Gottvallès · Jean-Pascal Curtillet · Robert Christophe | 8:20,4  | NDK · Joachim Herbst · Martin Klink · Frank Wiegand · Volker Frischke            | 8:24,6  |
| 4 × 100 m-es vegyes váltó | NDK · Jürgen Dietze · Egon Henninger · Horst-Günter Gregor · Frank Wiegand                    | 4:09,0  | Szovjetunió · Veliko Siymar · Leonyid Kolesznyikov · Valentyin Kuzmin · Viktor Konopljov      | 4:10,3  | Hollandia · Jan Weeteling · Wieger Mensonides · Jan Jiskoot · Ronald Kroon       | 4:10,9  |

#### Női
| Versenyszám               | Arany                                                                            | Arany  | Ezüst                                                                                | Ezüst  | Bronz                                                                                      | Bronz  |
| ------------------------- | -------------------------------------------------------------------------------- | ------ | ------------------------------------------------------------------------------------ | ------ | ------------------------------------------------------------------------------------------ | ------ |
| 100 m-es gyorsúszás       | Heidi Pechstein · NDK                                                            | 1:03,3 | Diana Wilkinson · Nagy-Britannia                                                     | 1:03,3 | Wilhelmina Tigelaar · Hollandia                                                            | 1:03,3 |
| 400 m-es gyorsúszás       | Adrie Lasterie · Hollandia                                                       | 4:52,4 | Wilhelmina Tigelaar · Hollandia                                                      | 4:57,3 | Elisabeth Ljunggren · Svédország                                                           | 4:58,1 |
|                           |                                                                                  |        |                                                                                      |        |                                                                                            |        |
| 100 m-es hátúszás         | Ria van Velsen · Hollandia                                                       | 1:10,5 | Cornelia Winkel · Hollandia                                                          | 1:10,7 | Veronika Holletz · NDK                                                                     | 1:11,3 |
|                           |                                                                                  |        |                                                                                      |        |                                                                                            |        |
| 200 m-es mellúszás        | Anita Lonsbrough · Nagy-Britannia                                                | 2:50,2 | Klena Bimolt · Hollandia                                                             | 2:51,2 | Ursula Küper · NDK                                                                         | 2:52,2 |
|                           |                                                                                  |        |                                                                                      |        |                                                                                            |        |
| 100 m-es pillangóúszás    | Ada Kok · Hollandia                                                              | 1:09,0 | Ute Noack · NDK                                                                      | 1:10,0 | Marianne Heemskerk · Hollandia                                                             | 1:10,3 |
|                           |                                                                                  |        |                                                                                      |        |                                                                                            |        |
| 400 m-es vegyesúszás      | Adrie Lasterie · Hollandia                                                       | 5:27,8 | Anita Lonsbrough · Nagy-Britannia                                                    | 5:32,3 | Egerváry Márta · Magyarország                                                              | 5:33,3 |
|                           |                                                                                  |        |                                                                                      |        |                                                                                            |        |
| 4 × 100 m-es gyorsváltó   | Hollandia · Cockie Gastelaars · Adrie Lasterie · Erica Terpstra · Ineke Tigelaar | 4:15,1 | Nagy-Britannia · Linda Amos · Adrienne Brenner · Jennifer Thompson · Diana Wilkinson | 4:16,3 | Magyarország · Frank Mária · Kovács Zsuzsa · Madarász Csilla · Takács Katalin              | 4:17,5 |
| 4 × 100 m-es vegyes váltó | NDK · Ingrid Schmidt · Barbara Göbel · Ute Noack · Heidi Pechstein               | 4:40,1 | Hollandia · Ria van Velsen · Klena Bimolt · Ada Kok · Ineke Tigelaar                 | 4:42,9 | Nagy-Britannia · Linda Ludgrove · Anita Lonsbrough · Mary-Anne Cotterill · Diana Wilkinson | 4:46,2 |

### Műugrás
Férfi
| Versenyszám         | Arany                         | Arany  | Ezüst                    | Ezüst  | Bronz                          | Bronz  |
| ------------------- | ----------------------------- | ------ | ------------------------ | ------ | ------------------------------ | ------ |
| 3 m-es műugrás      | Kurt Mrkwicka · Ausztria      | 147,21 | Hans-Dieter Pophal · NDK | 145,70 | Borisz Poluljah · Szovjetunió  | 145,20 |
| 10 m-es toronyugrás | Brian Phelps · Nagy-Britannia | 150,81 | Rolf Sperling · NDK      | 148,24 | Gennagyij Galkin · Szovjetunió | 143,18 |

Női
| Versenyszám         | Arany               | Arany  | Ezüst                         | Ezüst  | Bronz                            | Bronz  |
| ------------------- | ------------------- | ------ | ----------------------------- | ------ | -------------------------------- | ------ |
| 3 m-es műugrás      | Ingrid Krämer · NDK | 153,57 | Christiane Lanzke · NDK       | 137,78 | Natalja Kuznyecova · Szovjetunió | 133,78 |
| 10 m-es toronyugrás | Ingrid Krämer · NDK | 107,96 | Nyinyel Krutova · Szovjetunió | 95,92  | Gabriele Schöpe · NDK            | 90,88  |

### Vízilabda
| Versenyszám | Arany        | Ezüst                     | Bronz    |
| ----------- | ------------ | ------------------------- | -------- |
| Férfi       | Magyarország | Szovjetunió · Jugoszlávia | nem volt |